# Peter Burling
Peter Burling (Tauranga, 1 de enero de 1991) es un deportista neozelandés que compite en vela en la clase 49er.
Participó en cuatro Juegos Olímpicos de Verano, entre los años 2008 y 2020, obteniendo tres medallas, plata en Londres 2012, oro en Río de Janeiro 2016 y plata en Tokio 2020, las tres en la clase 49er (junto con Blair Tuke). Ganó ocho medallas en el Campeonato Mundial de 49er entre los años 2011 y 2020.
En dos ocasiones fue nombrado Regatista Mundial del Año por la Federación Internacional de Vela, en 2015 y en 2017.
Fue el abanderado de Nueva Zelanda en la ceremonia de apertura de los Juegos Olímpicos de Río de Janeiro 2016.
Consiguió ganar tres veces la Copa América con el Team New Zealand, representante del Real Escuadrón de Yates de Nueva Zelanda, en 2017 como timonel y en 2021 y 2024 como patrón.

## Palmarés internacional
| \| Juegos Olímpicos \| Juegos Olímpicos \| Juegos Olímpicos \| Juegos Olímpicos \| \| Año \| Lugar \| Medalla \| Clase \| \| ------------------ \| --------------------------- \| ---------------- \| ---------------- \| \| 2012 \| Londres (Reino Unido) \| Medalla de plata \| 49er \| \| 2016 \| Río de Janeiro (Brasil) \| Medalla de oro \| 49er \| \| 2020 \| Tokio (Japón) \| Medalla de plata \| 49er \| \| Campeonato Mundial \| \| \| \| \| Año \| Lugar \| Medalla \| Clase \| \| 2011 \| Perth (Australia) \| Medalla de plata \| 49er \| \| 2012 \| Zadar (Croacia) \| Medalla de plata \| 49er \| \| 2013 \| Marsella (Francia) \| Medalla de oro \| 49er \| \| 2014 \| Santander (España) \| Medalla de oro \| 49er \| \| 2015 \| Buenos Aires (Argentina) \| Medalla de oro \| 49er \| \| 2016 \| Clearwater (Estados Unidos) \| Medalla de oro \| 49er \| \| 2019 \| Auckland (Nueva Zelanda) \| Medalla de oro \| 49er \| \| 2020 \| Geelong (Australia) \| Medalla de oro \| 49er \| |                             |                  |       |
| Juegos Olímpicos |                             |                  |       |
| Año | Lugar                       | Medalla          | Clase |
| 2012 | Londres (Reino Unido)       | Medalla de plata | 49er  |
| 2016 | Río de Janeiro (Brasil)     | Medalla de oro   | 49er  |
| 2020 | Tokio (Japón)               | Medalla de plata | 49er  |
| Campeonato Mundial |                             |                  |       |
| Año | Lugar                       | Medalla          | Clase |
| 2011 | Perth (Australia)           | Medalla de plata | 49er  |
| 2012 | Zadar (Croacia)             | Medalla de plata | 49er  |
| 2013 | Marsella (Francia)          | Medalla de oro   | 49er  |
| 2014 | Santander (España)          | Medalla de oro   | 49er  |
| 2015 | Buenos Aires (Argentina)    | Medalla de oro   | 49er  |
| 2016 | Clearwater (Estados Unidos) | Medalla de oro   | 49er  |
| 2019 | Auckland (Nueva Zelanda)    | Medalla de oro   | 49er  |
| 2020 | Geelong (Australia)         | Medalla de oro   | 49er  |